# Hikaru Mita
Hikaru Mita (japanisch 三田 光 Mita Hikaru; * 1. August 1981 in der Präfektur Tokio) ist ein ehemaliger japanischer Fußballspieler.

## Karriere
Mita erlernte das Fußballspielen in der Schulmannschaft der Kokugakuin Kugayama High School. Seinen ersten Vertrag unterschrieb er 2000 bei den FC Tokyo. Der Verein spielte in der höchsten Liga des Landes, der J1 League. 2002 wechselte er zum Zweitligisten Albirex Niigata. 2003 wurde er mit dem Verein Meister der J2 League und stieg in die J1 League auf. Für den Verein absolvierte er 75 Ligaspiele. 2005 wurde er an den Zweitligisten Vegalta Sendai ausgeliehen. Für den Verein absolvierte er sieben Ligaspiele. 2006 kehrte er zu Albirex Niigata zurück. Für den Verein absolvierte er 28 Erstligaspiele. 2008 wechselte er zum Zweitligisten Shonan Bellmare. Für den Verein absolvierte er 17 Ligaspiele. 2009 wechselte er zum Ligakonkurrenten Tokushima Vortis. Für den Verein absolvierte er 49 Ligaspiele. 2011 wechselte er zum Ligakonkurrenten FC Gifu. Für den Verein absolvierte er 44 Ligaspiele. Ende 2012 beendete er seine Karriere als Fußballspieler.